# Bagrus degeni
Bagrus degeni är en fiskart som beskrevs av Boulenger, 1906. Bagrus degeni ingår i släktet Bagrus och familjen Bagridae. Inga underarter finns listade.